# ديفيد ريسنيك
ديفيد ريسنيك ((بالعبرية: דוד רזניק)، 5 أغسطس 1924 - 4 نوفمبر 2012) كان مهندساً معمارياً إسرائيلياً برازيلي المولد ومخطط المدينة مما جعله يظفر بجائزة إسرائيل في الهندسة المعمارية وجائزة ريختر. ريسينك، الذي يُنطق اسمه أحياناً باللغة العربية «ريزنيك»، هو مدير سابق لجمعية المهندسين المعماريين الإسرائيليين، ويُعرف بأنه أحد «المهندسين المعماريين الحديثين الأكثر شهرة في إسرائيل». ساهم بتصميم معهد فان لير في القدس.

## وصلات خارجية
- Israelizing Jerusalem: The Encounter Between Architectural and National Ideologies 1967-1977, by Alona Nitzan-Shiftan
- List of projects (Hebrew language, with computer website translation available) with photos
- Photo of Reznik, speaking at Institute for Cultural Relations between Israel and Ibero-America